# میرزا محمود فروغی

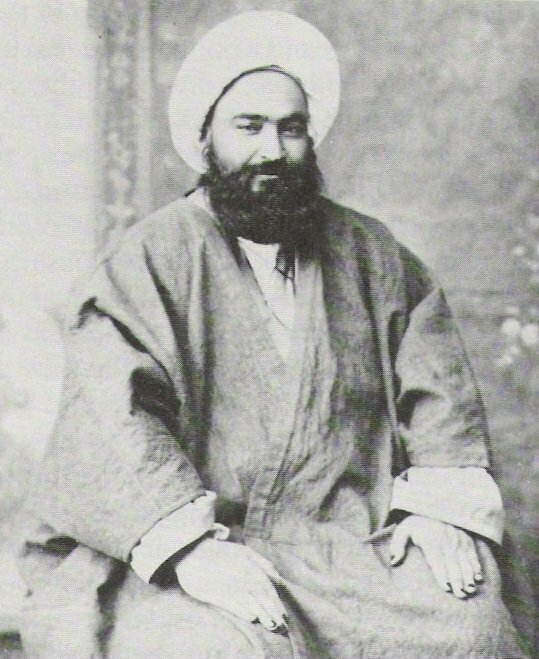
میرزا محمود فروغی

میرزا محمود فروغی یا میرزا محمود فاضل فروغی (خراسانی)، روحانی ایرانی، فرزند میرزا محمد دوغ‌آبادی خراسانی و نیز برادر همسر ملا علی دوغ‌آبادی خراسانی و نیز دایی میرزا عبدالمجید فروغی خراسانی («صدیق العلما») بود.
وی یکی از مبلغان پیشین دین اسلام بود که بعدها جزو مبلغان بهائیت و یکی از ۱۹ حواری حسین‌علی نوری (نخستین پیروان بهاءالله) شد.